# 川東駅 (香川県)
川東駅（かわひがしえき）は、かつて香川県香川郡川東村（現・高松市香川町地区）にあった琴平電鉄塩江線の駅（廃駅）である。
川東村の中心駅であった。

## 歴史
- 1929年（昭和4年）11月12日：塩江温泉鉄道の仏生山 - 塩江間が開業。同時に当駅が開業。
- 1938年（昭和13年）7月6日：塩江温泉鉄道が琴平電鉄に吸収合併。同社塩江線の駅となる。
- 1941年（昭和16年）5月10日：不要不急線指定による塩江線の廃止。同時に当駅が廃止される。

## 駅構造
1面1線のホームを有する構造であったが、詳細は不明である。

## その他
- 当駅の跡地は、現在の地名では「高松市香川町川東上」。
- 駅の痕跡は残っていない。現在の香川郵便局付近と推測される。

## 隣の駅
琴平電鉄
塩江線
伽羅土停留所 - 川東駅 - 岩崎停留所